# Common Reaction
Common Reaction è l'album debutto delle Uh Huh Her, pubblicato il 19 agosto 2008 negli Stati Uniti.
Il brano Explode è stato usato come soundrack nella serie televisiva The L Word, nel terzo episodio della quinta stagione.
La sonorità del cd è un misto di melodie elettroniche leggere e pop con qualche punta soft rock che non guasta, riconoscibile per un uso piuttosto scuro e ritmato delle linee di basso.
L'album è piuttosto orecchiabile e scorrevole nella prima parte, con canzoni più veloci e ritmate; dalla seconda metà i toni si fanno un po' più scuri e melodici, quasi meno commerciali e più sperimentali.

## Tracce
1. Not a Love Song – 3:33
2. Explode – 2:50
3. Wait Another Day – 4:01
4. Common Reaction – 4:01
5. Say So – 3:29
6. Covered – 3:54
7. Everyone – 3:37
8. Away from Here – 3:22
9. So Long – 2:42
10. Dance with Me – 3:02
11. Dreamer – 3:53

## Bonus track
- "Not a Love Song" (Morgan Page Remix) - 7:13

## Video
- "Not a Love Song" (2008)
- "Explode" (2008)